# Premier League Malti 1938-1939
Il campionato era formato da quattro squadre e lo Sliema Wanderers vinse il titolo. Non vi furono retrocessioni.

## Classifica finale
| Pos. | Squadra           | G | V | N | P | GF | GS | Punti |
| ---- | ----------------- | - | - | - | - | -- | -- | ----- |
| 1    | Sliema Wanderers  | 6 | 5 | 1 | 0 | 17 | 4  | 11    |
| 2    | Melita F.C.       | 6 | 2 | 1 | 3 | 9  | 12 | 5     |
| 3    | St. George's F.C. | 6 | 1 | 2 | 3 | 5  | 10 | 4     |
| 4    | Valletta City     | 6 | 1 | 2 | 3 | 4  | 9  | 4     |